# Stágira-Ákanthos
Stágira-Ákanthos (en grec moderne : Στάγιρα-Άκανθος) est une ancienne municipalité (dème) de Chalcidique en Grèce, créée en 1999, dont le chef-lieu était Ierissós ; elle a fusionné avec d'autres circonscriptions en 2011 pour former le nouveau dème d'Aristotélis, dont elle constitue désormais un district municipal. Sa superficie est de 253,37 km2, pour une population de 8 705 habitants selon le recensement de 2011.
Elle doit son nom aux deux cités antique de Stagire et Acanthos, dont les ruines se trouvent sur son territoire. Le philosophe Aristote était natif de Stagire.
Stágira-Ákanthos est bordée au sud-est par la communauté monastique du mont Athos, dont elle est séparée par une clôture d'environ 9 km de long, interdisant théoriquement tout accès à celle-ci (qui est d'ailleurs extrêmement règlementé) par voie terrestre.

## Localités
- Nea Roda
- Ouranoúpoli
- Stagire
- Stratonicea
- Tripitì

## Sites
- Île d’Ammoulianí
- Golfe Strymonique
- Golfe de Ierissos
- Golfe Singitique